# Zigzagicentrus bannaensis
Zigzagicentrus bannaensis är en insektsart som beskrevs av Chou 1976. Zigzagicentrus bannaensis ingår i släktet Zigzagicentrus och familjen hornstritar. Inga underarter finns listade i Catalogue of Life.